# Erigeron cieloensis
Erigeron cieloensis là một loài thực vật có hoa trong họ Cúc. Loài này được G.L.Nesom mô tả khoa học đầu tiên năm 1989.